# Georgij Beregovoj
Georgij Timofejevitj Beregovoj (ryska: Георгий Тимофеевич Береговой), född 15 april 1921 i Fedorovka, Poltava oblast, Ukrainska SSR, Sovjetunionen, död 30 juni 1995 i Moskva, Ryssland, var en sovjetisk kosmonaut. Beregovoj tilldelades hederstiteln Sovjetunionens hjälte för sina insatser som stridspilot under andra världskriget. Beregovoj var den förste sovjetiska kosmonauten av ukrainskt ursprung.
Asteroiden 6319 Beregovoj är uppkallad efter honom.